# 布埃納維斯塔 (科爾多瓦省)
布埃納維斯塔是哥倫比亞的城鎮，位於該國西北部，由科爾多瓦省負責管轄，距離首府蒙特里亞69公里，始建於1950年3月24日，面積846平方公里，海拔高度60米，2005年人口19,076，人口密度每平方公里22.55人。

## 外部連結
- （西班牙文） Gobernacion de Cordoba - Buenavista[永久]
- （西班牙文） Buenavista official website

8°41′00″N 75°15′00″W / 8.68333°N 75.25°W